# Ophiomusium kimblae
Ophiomusium kimblae is een slangster uit de familie Ophiolepididae.
De wetenschappelijke naam van de soort werd in 1979 gepubliceerd door Alan N. Baker.